# Kecamatan Kaledupa
Kecamatan Kaledupa är ett distrikt i Indonesien.   Det ligger i provinsen Sulawesi Tenggara, i den centrala delen av landet, 1 900 km öster om huvudstaden Jakarta. Kecamatan Kaledupa ligger på ön Pulau Kaledupa.